# Bitka kod perzijske granice
Bitka kod perzijske granice (551. pr. Kr.) bila je drugi obračun između Medijaca i Perzijanaca tokom Perzijskog ustanka. Unatoč tome što Perzijanci nisu ostvarili potpunu pobjedu, bitka je pokazala kako Medijsko Carstvo gubi vojnu snagu u regiji u korist Perzije. Ovo je bila prva bitka u kojoj je sudjelovao perzijski vladar Kambiz I. zajedno sa svojim sinom, 24-godišnjim Kirom Velikim. Bitka koja je trajala dva dana završila je taktičkom pobjedom Perzijanaca, nakon čega su se povukli na jug gdje je vođena opsada pasargadskog brda.
Bitka kod perzijske granice spomenuta je u fragmentima Nikolaja iz Damaska, te u djelima drugih povjesničara koji spominju bitku kod Hirbe, no nije spomenuta u Herodotovoj „Povijesti“. Većina modernih povjesničara smatra kako je Herodot spomenuo samo prvu i zadnju bitku Perzijskog ustanka, koji se uglavnom temelji na dvije njegove opisane bitke. Sukob na perzijskoj granici je prvi opći sukob Medijaca i Perzijanaca. U ovoj bitci Kir Veliki ostvario je taktičku pobjedu protiv nadmoćnije medijske vojske, poslije čega se povukao na jug u Perziju gdje je vođena odlučujuća bitka koja je odlučivala ne samo o ishodu rata već i o sudbini perzijskog naroda. 

## Pozadina
Nakon btike kod Hirbe Kir Veliki povukao se do granice s Medijom, dok je medijski vladar Astijag odlučio napasti Perziju s više od 1.205.000 vojnika. U bitci koja će uslijediti konjica je imala vodeću važnost kod obje strane, dok su bojna kola gotovo potpuno izgubila na važnosti. Od goleme medijske vojske samo je manji dio sudjelovao u bitkama, dok su Perzijanci koristili sve raspoložive snage koje su imali. Astijag je prethodno pokušao nagovoriti Kira na predaju, no ovaj put se odlučio za široki napad bez milosti. Ime grada na perzijskoj granici koji su branili Kir i njegov otac Kambiz I. nije spomenuto u povijesnim dokumentima, no očito kako je bio od velike strateške važnosti. Kada je Astijag s medijskom vojskom došao u blizinu grada, perzijski civili bili su po potrebi spremni na evakuaciju. Istovremeno, Kir i Kambiz podigli su perzijsku vojsku, no nije pouzdano jesu li Oebar (koji je pomogao Kiru da dođe na prijestolje) i Harpag sudjelovali na Kirovoj strani tijekom ove bitke, no zna se kako je Oebar u početku bio Kirov osobni savjetnik. Povjesničar Nikolaj iz Damaska, koji je poznat po čestom mijenjanju imena, spominje kako je Harpag sudjelovao u ovoj bitci, budući kako je kasnije postao drugi po zapovjednom redu u Kirovoj perzijskoj vojsci, no čini se kako se zapravo radilo o Oebaru. Sudeći prema Herodotovim djelima, Harpag je sudjelovao na perzijskoj strani godinu dana nakon izbijanja perzijskog ustanka (551. pr. Kr.). Uoči početka bitke, Astijag se sa svojim elitnim postrojbama smjestio na stražnji dio medijskih postrojba.

## Povod
Fragmenti Nikolaja iz Damaska spominju:

„Kir je hrabrio Perzijance, a Oebar je zauzeo položaje na uzvisini planine gdje je postavio vojne formacije, te doveo ljude iz otvorenih u utvrđene gradove. Astijag je dao zapaliti napuštene gradove, pozvao Atradata i Kira na predaju istovremeno ih omalovažavajući. Kir je odgovorio kako Astijag nije prepoznao moć bogova koji su natjerali njega i njemu slične da promjene svoju sudbinu od pastira do revolucionara. Također, pozvao je medijskog vladara da vrati medijsku vojsku i omogući Perzijancima slobodu jer su bili bolji od Medijaca.“

## Bitka
Nakon neuspješnih pregovora, došlo je do glavne bitke. Astijag je predvodio 20.000 svojih osobnih čuvara, dok je nasuprot njemu stajala perzijska vojska s Atradatom na desnom krilu, Oebarom na lijevom, te Kirom na središtu koji je predvodio najhrabrije perzijske ratnike. Perzijanci su se hrabro obranili i pobili mnogo Medijaca, pa je Astijag navodno zaplakao na svom tronu i zavapio: „Kako se hrabro bore ti proždrljivci pistaccija“. Ipak, Perzijanci su bili neusporedivo brojčano nadjačani pa su se povukli u obiližnji utvrđeni grad. Kir i Oebar predložili su evakuaciju žena i djece na jug u Pasargad, te nastavak bitke idućeg dana: „Ako budemo poraženi svi ćemo umrijeti, a ako tako mora biti onda je bolje pasti u pobjedi za slobodu naše zemlje“. Navedeni Kirovi poticaji izazivali su bijes kod perzijskih vojnika prema Medijcima što im je dalo volju za odlučan napad. Idućeg jutra vrata grada su otvorena i svi Perzijanci su krenuli u ofenzivu, dok je Atradat zajedno sa starcima ostao čuvati gradske zidine. Dok su se Kir i Oebar borili na bojištu, Astijag je poslao 100.000 vojnika da ih napadnu s leđa, što je prisililo Perzijance na povlačenje. Atradat je nakon bitke bio teško ranjen, a Astijag mu je rekao: „Bio si izvrstan satrap, zar mi na ovakav način vraćaš za sve što sam učinio za tebe i tvog sina?“. Atradat mu je navodno zadnjim riječima odgovorio: „Ne znam kralju, koje je božanstvo uzbudilo ovaj bijes kod mog sina, no nemoj me mučiti jer uskoro ću umrijeti.“ Na to mu je Astijag uzvratio: „Neću te mučiti, jer znam da ne bi došlo do ovoga da je tvoj sin slušao tvoje savjete.“ Atradat je ubrzo umro, a Astijag ga je dostojno pokopao.

## Posljedice
Nakon prvog dana borbe Perzijanci su nanijeli goleme gubitke Astijagovoj osobnoj gardi koja je bila sastavljena uglavom od konjice, no prilikom drugog dana pod naletom masovnih medijskih snaga povukli su se na jug u Perziju. Neimenovani grad u blizini perzijske granice ubrzo je pao, dok je njegov čuvar Kambiz I. (Atradat) ranjen te je nedugo kasnije podlijegao ranama. Povjesničari danas dvoje je li bitka drugog dana bila dijelom glavne bitke, ili se može brojiti kao zasebna bitka. Nakon što su se Perzijanci povukli na jug, Nikolaj iz Damaska tvrdi kako je Astijag odmah napustio osvojeni grad i krenuo u potjeru za Kirom, dok je u gradu ostavio manji garnizon svojih vojnika. Medijci su doživjeli psihološki šok jer su se Perzijanci pokazali vojno nadmoćnijima u prvoj bitci, gdje su ostvarili taktičku pobjedu. Nakon bitke kod perzijske granice obje strane pregrupirale su svoje snage i pripremale se za završni obračun koji će uslijediti za godinu dana pokraj perzijske metropole Pasargada; u bitci kod pasargadskog brda i bitci kod Pasargada.

„Istovremeno, Kir i Oebar su se poslije hrabrog otpora povukli u Pasargad.“ (Nikolajevi fragmenti)

## Poveznice
- Perzijski ustanak
  - Bitka kod Hirbe
  - Opsada pasargadskog brda
  - Bitka kod Pasargada
- Ahemenidsko Perzijsko Carstvo
- Ahemenidska dinastija
- Kir Veliki
- Perzijanci
- Astijag
- Medijci

### Antička djela
- Ktezije: „Persica“
- Nikolaj iz Damaska: Fragmenti djela

### Moderna djela
- George Rawlinson: „Sedam velikih monarhija antičkog Istoka“ (The Seven Great Monarchies of the Ancient Eastern World), New York, izdavač: John B. Eldan Press, 1885. (reizdanje 2007.), str. 120. – 121.
- W. B. Fischer, Ilya Gershevitch i Ehsan Yarshster: The Cambridge History of Iran, izdavač: Cambridge University Press, 1. svezak, 1993., str. 145.
- Peter N. Stearns i William L. Langer: „Enciklopedija svjetske povijesti: antička, srednjovjekovna i moderna“ (The Encyclopedia of World History: Ancient, Medieval, and Modern), izdavač: Houghton Mifflin Press, Boston, 2001., str. 40.
- Max Duncker: „Povijest antike“ (The History of Antiquity), Richard Bentley, London, 1881., str. 351. – 352.
- Robert Anderson Edward: „Povijest nestalih civilizacija Istoka“ (The Story of Extinct Civilizations of the East), izdavač: Phillips McClure, 1904.
- Hugh Chisholm - The Encyclopædia Britannica: A Dictionary of Arts, Sciences, Literature and General Information, Cambridge, Engleska; New York, izdavač: The University Press, 1910.
- Charles M. Laymon: The Interpreter's One Volume Commentary on the Bible: Introduction and Commentary, izdavač: Abingdon Press, 1971.

## Vanjske poveznice
- M. A. Dandamaev: „Politička povijest Ahemenidskog Carstva“ (A Political History of the Achaemenid Empire), prevoditelj: W. J. Vogelsang, izdavač: BRILL Press, 1989.
- James Orr: The International Standard Bible Encyclopaedia, Chicago, izdavač: The Howard-Severance Co., 1915.
- George Rawlinson: „Sedam velikih monarhija antičkog Istoka“ (The Seven Great Monarchies of the Ancient Eastern World), 3. od 7 svezaka - Medija